# 上原歩
上原 歩（うえはら あゆみ、1982年7月20日 - ）は、日本のファッションモデル、女優。東京都出身。フィットに所属していた。

## 略歴
『Cawaii!』のモデルを経て、『S Cawaii!』のモデルとして5年活動。2010年6月号で同誌を卒業した。
『JJ』のモデルとして6年活動。2014年4月号で同誌を卒業した。

## 出演

### テレビドラマ
- 明日を抱きしめて（2000年、読売テレビ制作・日本テレビ系） - ユキ 役
- ココだけの話（2001年、テレビ朝日系） - 田中ナミ 役
- 向井荒太の動物日記 〜愛犬ロシナンテの災難〜（2001年、日本テレビ系） - 白金美樹 役
- R-17（2001年、テレビ朝日） - 本郷彩 役
- 天花（2004年、NHK） - 吉本美貴 役
- 死ぬかと思った（2007年、日本テレビ系） - クリス 役
- 恋愛診断・制服のイヴ（2007年、テレビ東京系） - 佐伯マリア 役
- 音女（2008年8月29日、テレビ朝日系）
- 東野圭吾ミステリーズ 第7話「白い凶器」（2012年8月23日、フジテレビ） - 森田寿の元恋人 役[4]
- ファースト・クラス（2014年4月 - 6月、フジテレビ） - MINAのマネジャー・AYUMI 役

### 映画
- GLOW 僕らはここに…。（2000年） - 主演[1]
- 探偵事務所5 〜5ナンバーで呼ばれる探偵達の物語〜（2005年11月） - 探偵517 役
- THE CODE/暗号（2009年5月） - 探偵517 役
- クールガールズ（2009年7月12日）
- Wonderful World（2010年6月） - 福島成美 役
- 死が二人ヲワカツマデ（2012年9月） - 秋本鏡子 役

### 舞台
- 日仏交流150周年記念公演「ムーラン･ドゥ・ラ・ギャレット」（2009年9月5日 - 12日） - シンディ・レストリー 役
- 第5回東京パフォーマーズ倶楽部公演「浅草あちゃらか」（2010年9月16日 - 20日） - 下条美咲 役
- RAGTIME S&D session I「NEW WORLD/ESORA」（2011年6月8日 - 12日） - ESORAに出演

### その他
- ケータイドラマ 「恋する血液型」（2008年）
- グータンヌーボ（2008年8月27日、関西テレビ制作・フジテレビ系）
- フジ最強コント夢競演みんなでコント会議（2008年9月18日、フジテレビ系）
- 森田一義アワー 笑っていいとも!（2008年12月17日、フジテレビ系）
- easy sports（2009年1月26日 - 29日、テレビ朝日）
- MOSTI.TV×S Cawaii
- run for money 逃走中（2012年4月8日 - 、フジテレビ系） - 水無月ユリエ 役
- battle for money 戦闘中（2012年5月19日 - 、フジテレビ系） - 水無月ユリエ 役
- 東京上級デート #37 六本木ヒルズ（2012年12月19日、テレビ朝日）

## 雑誌
- Cawaii!（主婦の友社）
- S Cawaii!（主婦の友社）
- JJ（光文社）
- CLASSY.（光文社）